# Monument national des Falaises Vermilion
Vermilion Cliffs National Monument
Le monument national des Falaises Vermilion (en anglais, Vermilion Cliffs National Monument) est un monument national américain localisé au nord de l'État de l'Arizona à proximité de la frontière avec l'Utah.
Le site, dont la superficie est de 1 189 km2, abrite le Paria Plateau et le Paria Canyon où s'écoule la rivière Paria. Le monument abrite également les Vermilion Cliffs (falaises d'où il tient son nom) et les Coyote Buttes (zones au caractère géologique remarquable). L'altitude de la région varie entre 944 et 1 981 m.

## Histoire
L'homme est arrivé dans la région il y a environ 12 000 ans. Les Amérindiens pueblos vivaient dans la région et des vestiges archéologiques sont dispersés à travers le parc. Parmi ces vestiges, le monument abrite des pétroglyphes et d'anciennes maisons.
Les premiers explorateurs d'origine européenne de la région étaient espagnols. L'expédition de Domingez-Escalante au lieu en 1776. Plus tard, les mormons arrivèrent dans la région dans les années 1860. En 1871, John Wesley Powell s'aventura dans la région durant une exploration scientifique du plateau du Colorado. 
Classée Wilderness Area par le Congrès en 1984, la zone fut déclarée le 9 novembre 2000 monument national par un ordre exécutif de Bill Clinton,. Il est géré par les services publics du Bureau of Land Management. 
Aujourd'hui, il n'y a plus d'habitant permanent à l'intérieur du monument, et la région entourant le monument est relativement préservée, avec pratiquement aucun résident permanent et un accès routier limité.

## Vermilion Cliffs
Les Vermilion Cliffs sont des falaises érodées constituées de grès, d'argile et de roches calcaires. Ces falaises peuvent atteindre une hauteur de 914 m. Elles sont composées de différentes couches géologiques extrêmement colorées. La région abrite également des canyons où s'écoulent de petits ruisseaux.  

Vermilion Cliffs
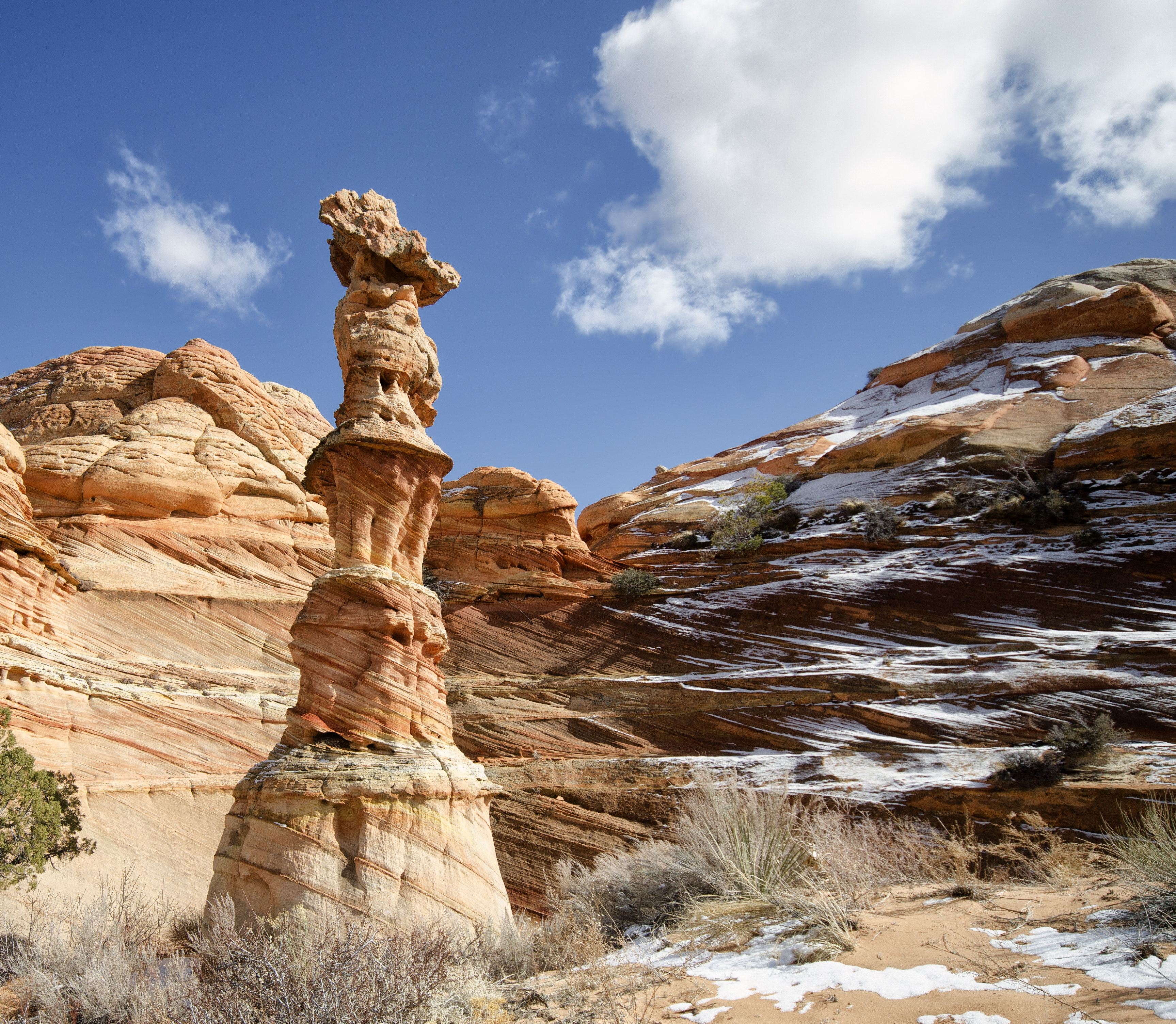
The Chess Queen
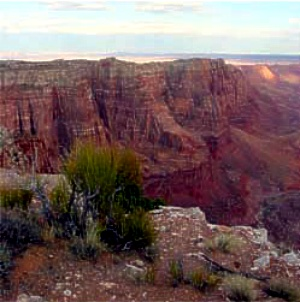
Falaises
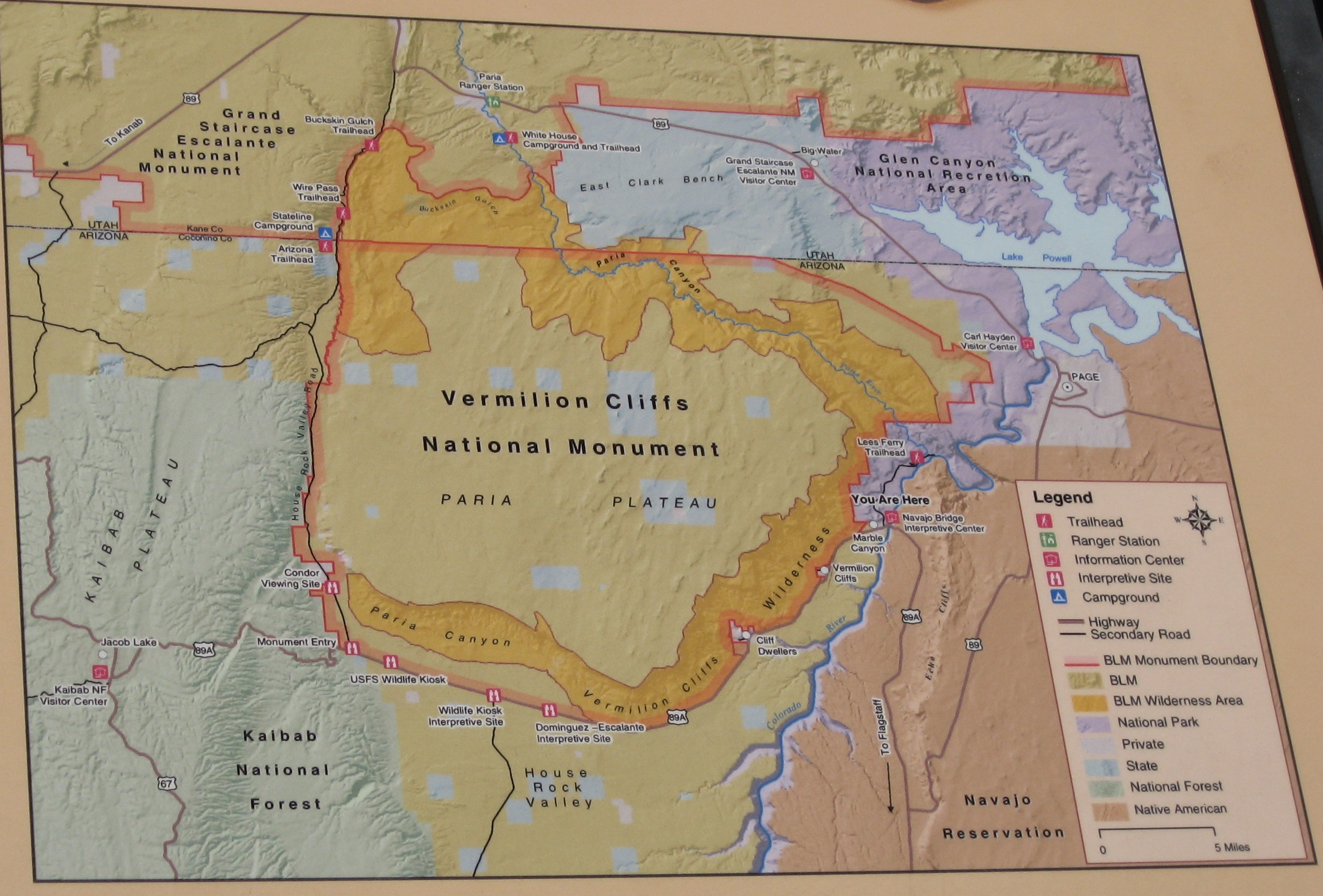
Carte du site
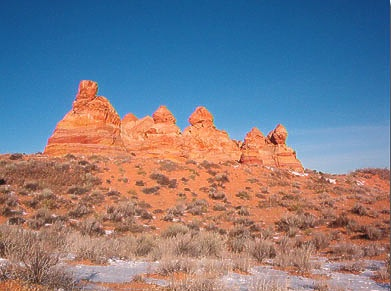
Teepees
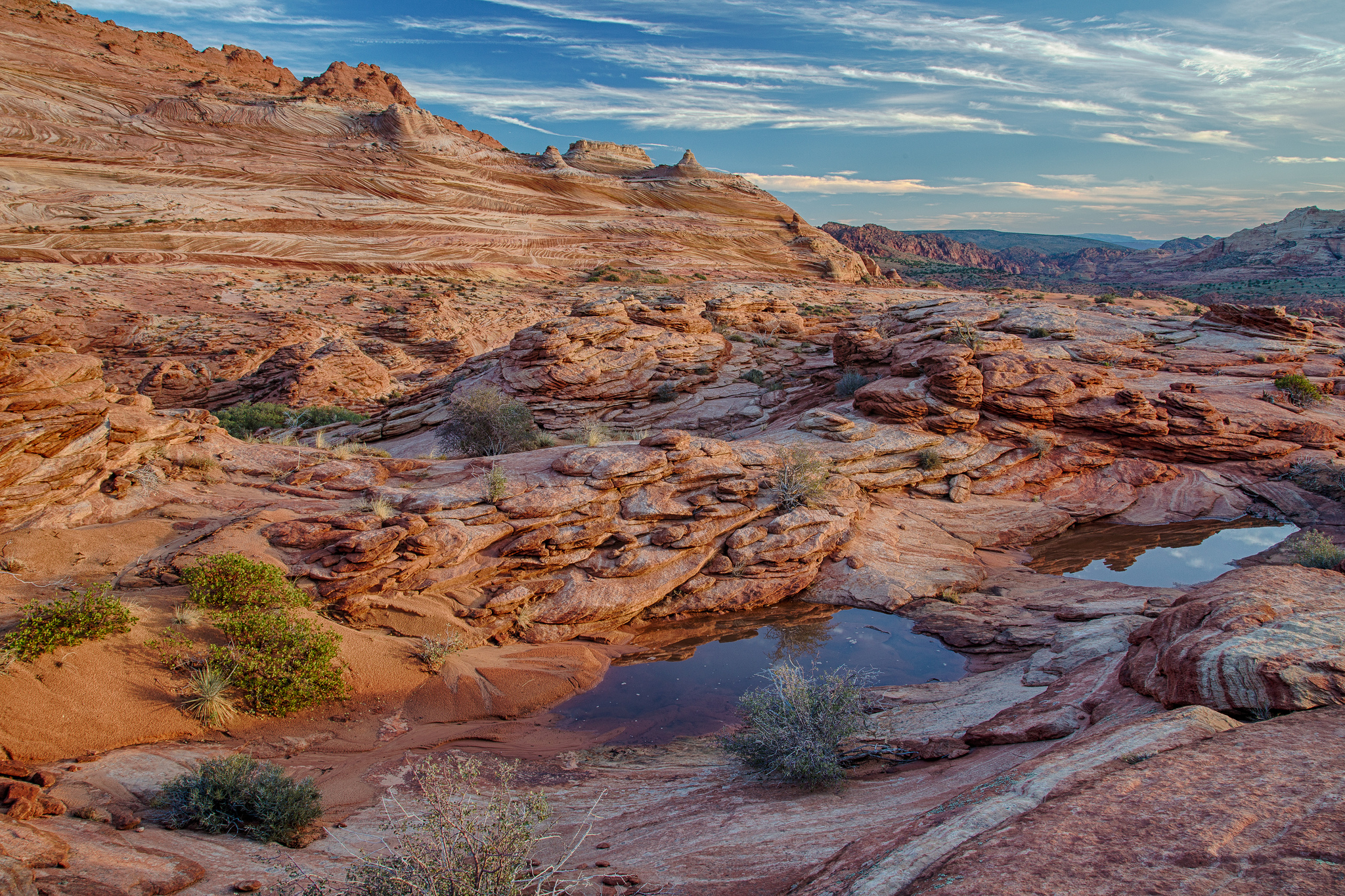
Formations géologiques
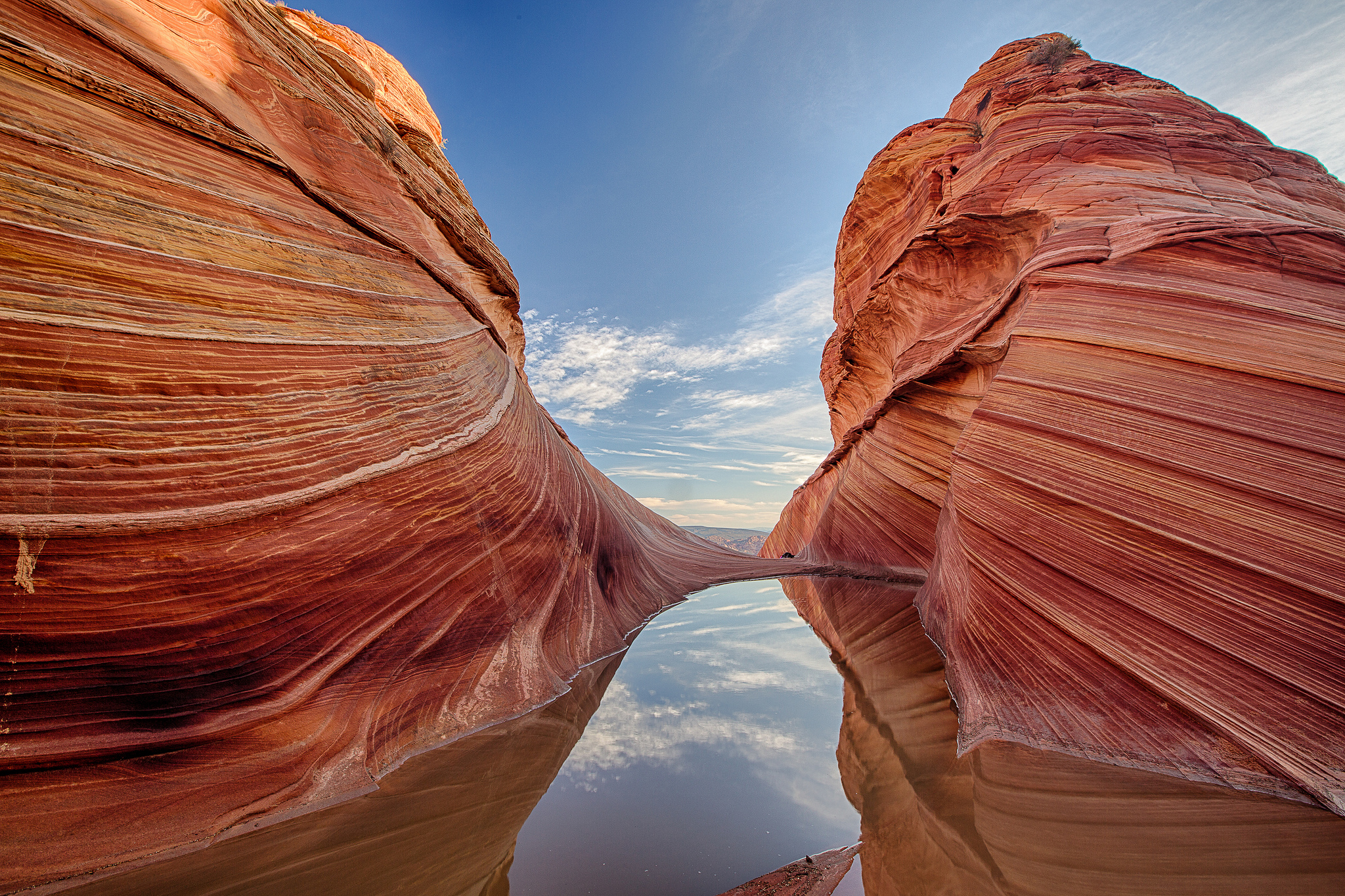
Dentelles de pierre
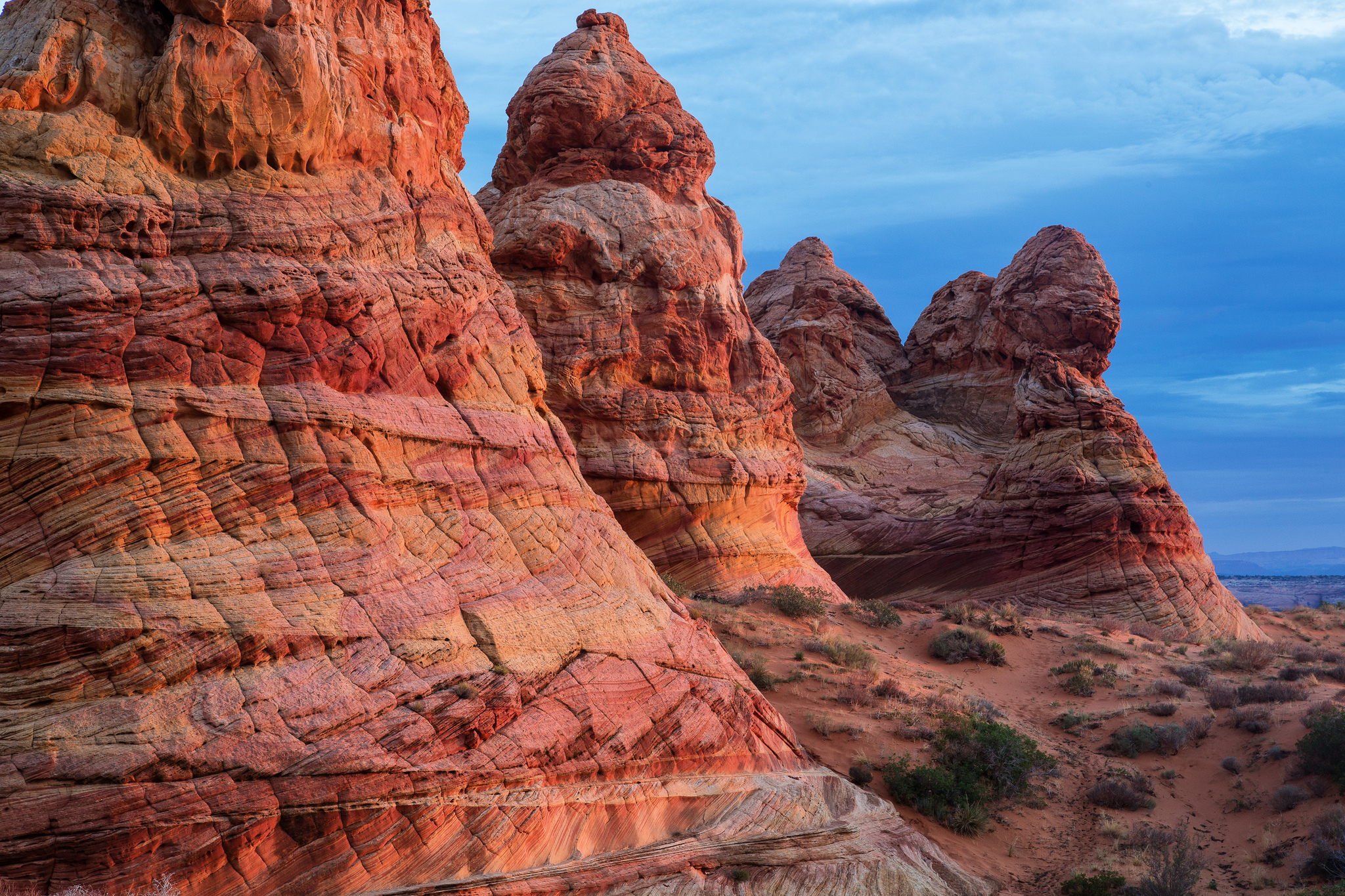
Rochers colorés
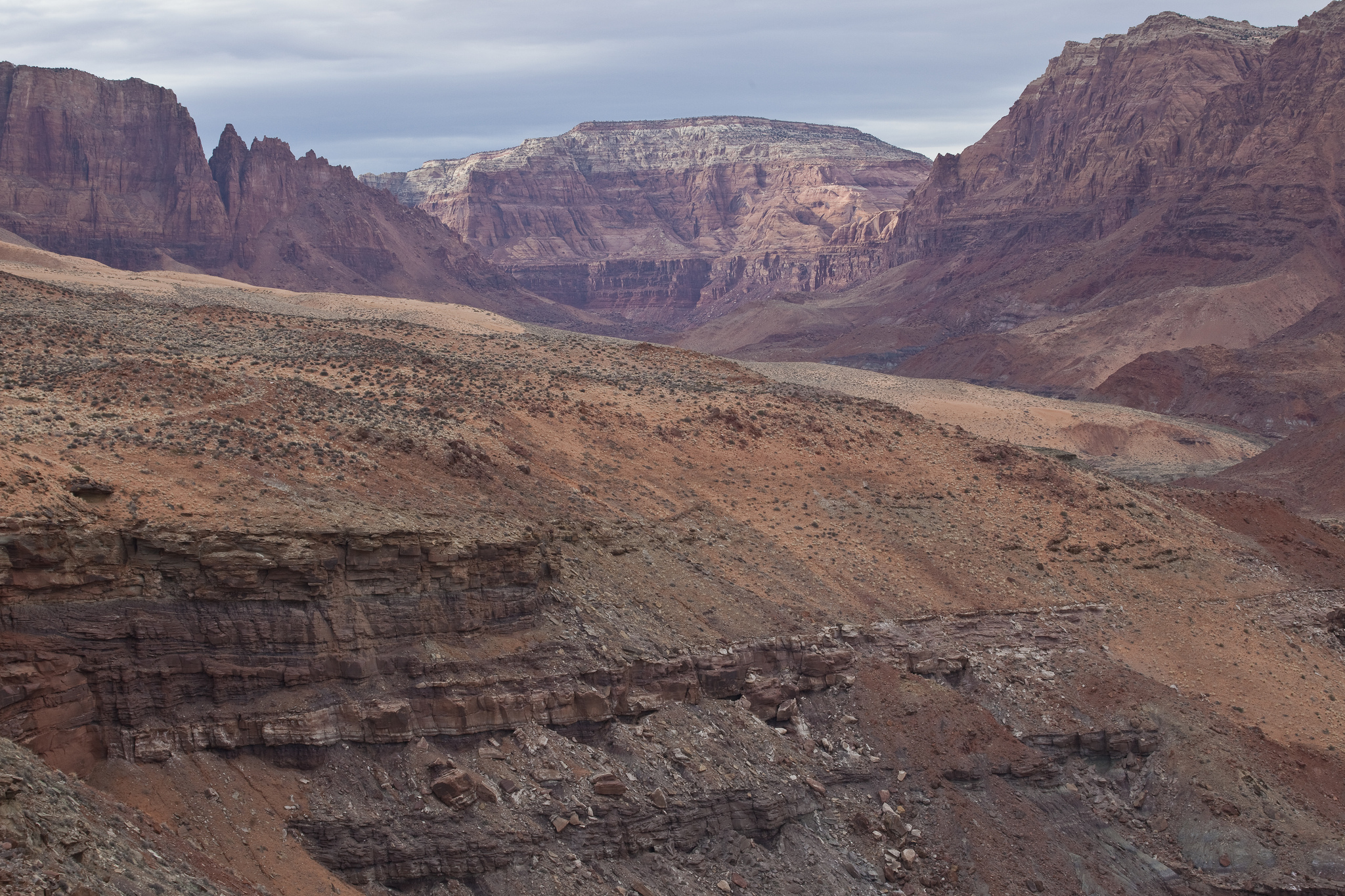
Canyon
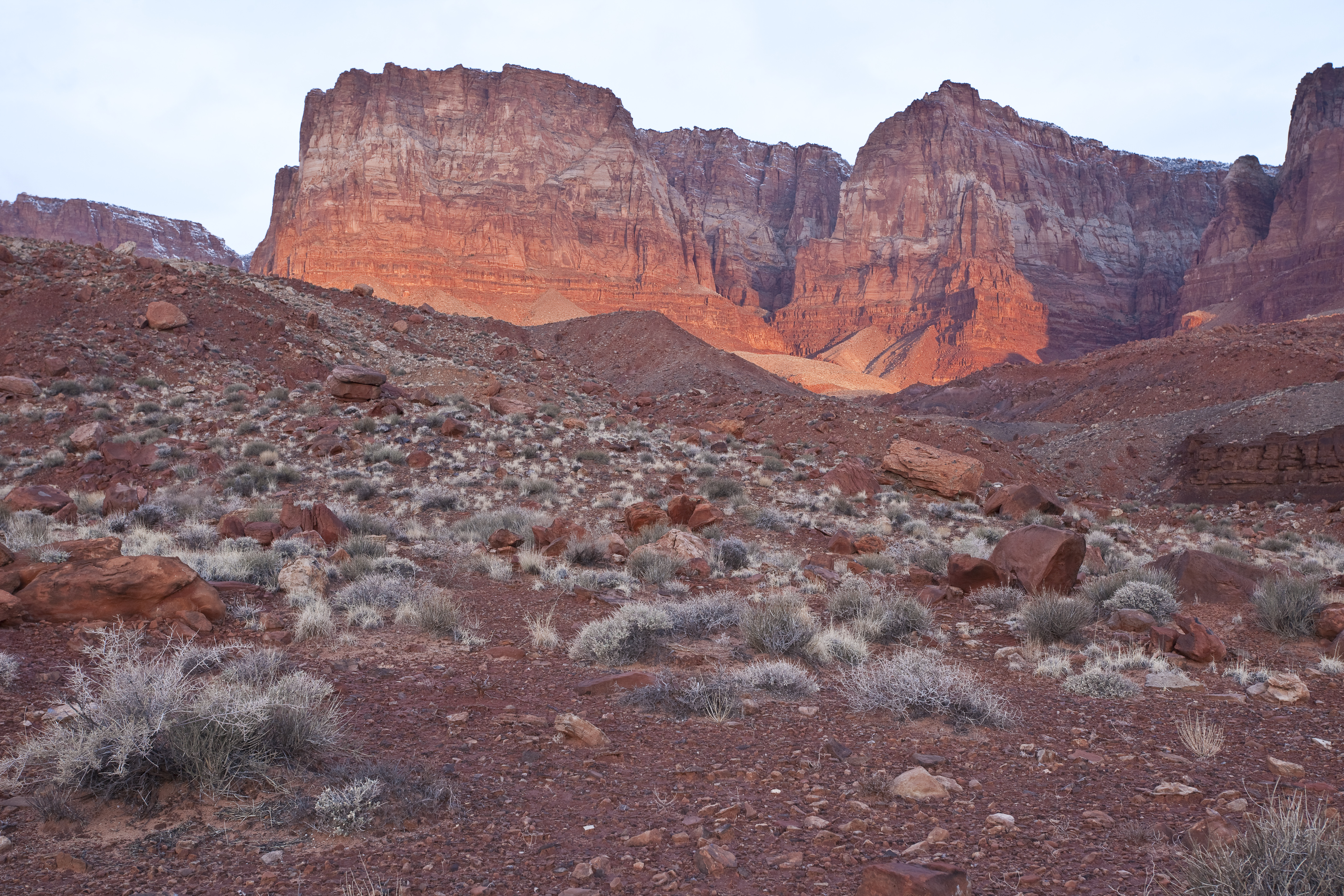
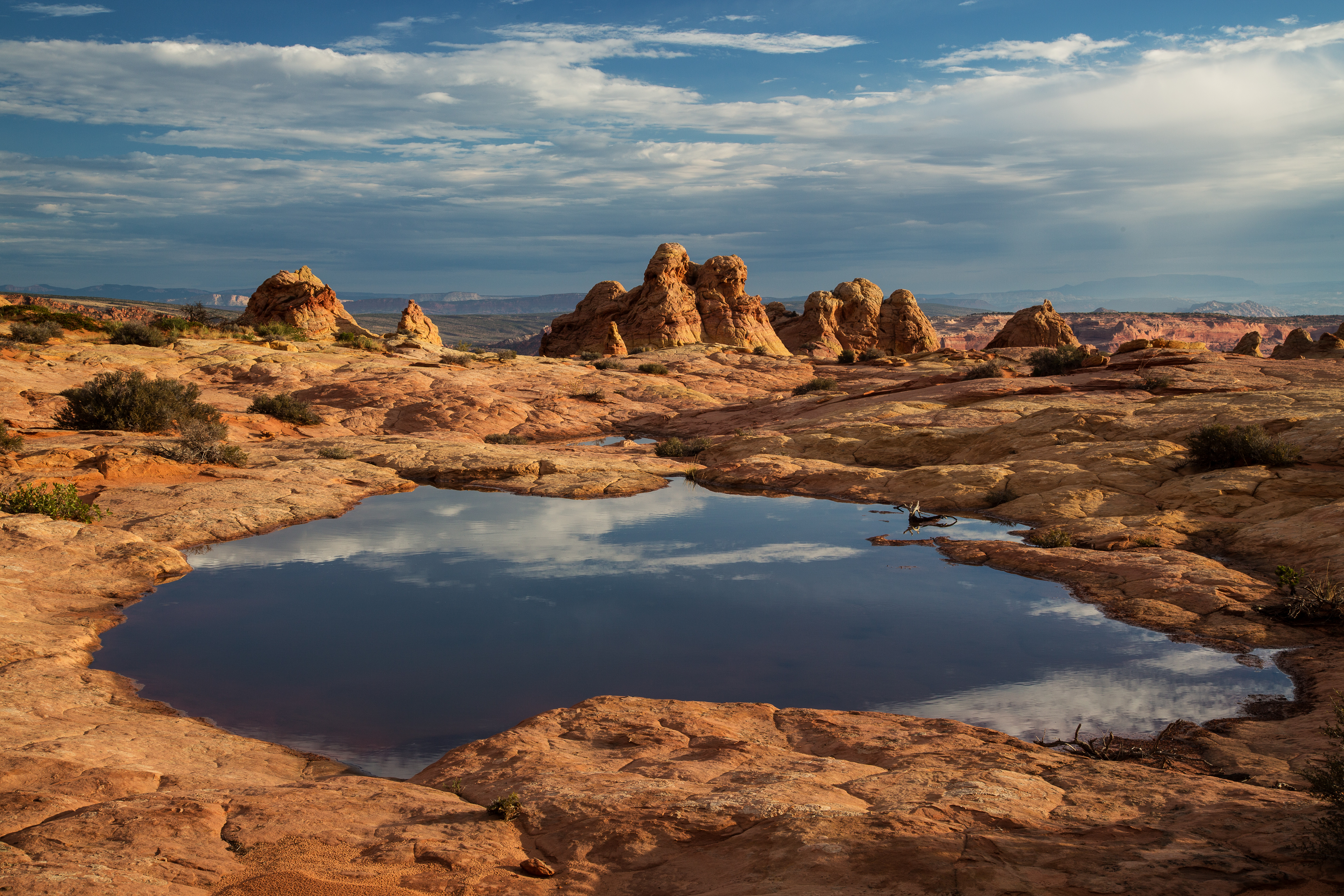
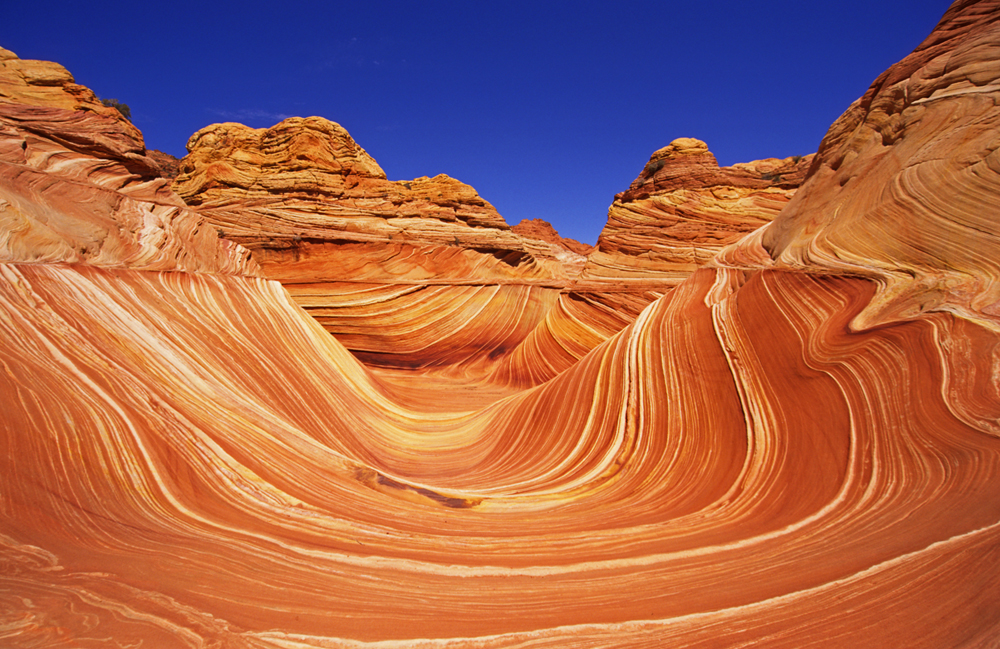
The Wave

## Milieu naturel
Plus de 20 espèces d'oiseaux de proie dont le pygargue à tête blanche, l'aigle royal et le faucon pèlerin y ont été répertoriés. Le condor de Californie, une espèce menacée de disparition, a été réintroduit dans la zone en 1996 en raison de son éloignement et de l’absence d’habitation humaine. Les mammifères sont représentés par le puma, le mouflon d'Amérique du désert et le pronghorn. Les rivières sont également peuplées de poissons parfois rares et de nombreuses plantes menacées sont protégées au sein du monument.